# Иоанн Маврокордат (младший)
Иоанн Маврокордат (младший) (молд. Иоан Маврокордат; 12 марта 1712 — 29 июля 1747) — политический деятель Оттоманской империи из знатного греческого рода фанариотов, господарь Молдавии, брат Константина Маврокордата.

## Биография
Был господарем Молдовы с 20 июля 1743 года до мая 1747 года.